# Prisilla Rivera
Pour les articles homonymes, voir Rivera.
Prisilla Altagracia Rivera Brens est une joueuse de volley-ball dominicaine née le 29 décembre 1984 à Saint-Domingue. Elle mesure 1,86 m et joue au poste de réceptionneuse-attaquante. Elle totalise au moins 313 sélections en équipe de République dominicaine.

## Biographie
Le 1er juillet 2021, elle est nommée porte-drapeau de la délégation dominicaine aux Jeux olympiques d'été de 2020 par le Comité olympique dominicain, conjointement avec le boxeur Rodrigo Marte.

## Clubs
| Club              | De        | À         |
| ----------------- | --------- | --------- |
| San Pedro         | 1998-1999 | 2000-2001 |
| Mirador           | 2002-2003 | 2003-2004 |
| Los Prados        | 2005-2005 | 2005-2005 |
| CAV Murcia 2005   | 2006-2007 | 2010-2011 |
| Mets de Guaynabo  | 2011-2011 | 2011-2011 |
| İqtisadçı VK      | 2012-2012 | 2012-2012 |
| Pinkin de Corozal | 2013-2013 | 2013-2013 |
| Lokomotiv VK      | 2013-2014 | 2013-2014 |
| Bursa BBSK        | 2014-2015 | 2014-2015 |
| Neruda Volley     | jan 2016  | …         |

## Palmarès

### Équipe nationale
- Coupe panaméricaine
  - Vainqueur : 2008, 2010.
  - Finaliste : 2003, 2005, 2009, 2011, 2013, 2015[4], 2018.
- Championnat d'Amérique du Nord
  - Vainqueur : 2009, 2019, 2021.
  - Finaliste: 2013.
- Jeux d'Amérique centrale et des Caraïbes
  - Vainqueur : 2006, 2010, 2014.
- Jeux panaméricains
  - Vainqueur : 2003 et 2019.
  - Troisième : 2015

### Clubs
- Top Teams Cup
  - Vainqueur : 2007.
- Championnat d'Espagne
  - Vainqueur : 2007, 2008, 2009.
- Coupe d'Espagne
  - Vainqueur : 2007, 2008, 2009, 2010, 2011
- Supercoupe d'Espagne
  - Vainqueur: 2006, 2007, 2009, 2010.
- Championnat de Porto Rico
  - Finaliste : 2013.
- Challenge Cup
  - Vainqueur : 2015.

### Distinctions individuelles
- Championnat d'Amérique du Nord de volley-ball féminin 2009: MVP.
- Coupe panaméricaine de volley-ball féminin 2010: MVP.
- Coupe panaméricaine de volley-ball féminin 2011: Meilleure attaquante.